# Gérard Ghidini
Gérard Ghidini, né le 8 juin 1943 à Narbonne et mort le 14 septembre 2012 à Argonnex est un céiste français de slalom et de descente. 
Il remporte la médaille d'or en C2 mixte par équipe aux Championnats du monde de descente 1963 à Spittal et la médaille de bronze en C2 par équipe aux Championnats du monde de slalom 1965 à Spittal.